# Косинец
Вижте пояснителната страница за други значения на Костенец.
Ко̀синец или рядко книжовно Кòстенец (на гръцки: Ιεροπηγή, Йеропиги, до 1927 година Κοστενέτσι или Κωστενέτσι, Костенеци; на албански: Kostineci) е село в Република Гърция, дем Костур (Кастория), област Западна Македония.

## География
Косинец е разположено на 25 километра северозападно от демовия център Костур и на 3 километра от албано-гръцката граница в подножието на планината Орлово или Малимади. Селото е построено амфитеатрално между ридовете Чуката (Вилски връх), Змията, Свети Атанас, Габро, Рудища и Клищевища с изглед към планината Грамос на юг, и областта Девол и планината Морава на запад в Албания. В османски данъчен регистър от 1530 година е отбелязано като село с 23 семейства.
Селото е традиционно разпределено на три махали, като в средната е църквата „Света Великомъченица Петка“, в която се намира смятаният за лечителен извор, на който през 1927 година е прекръстено селото – Йеропиги на гръцки означава светен извор. Самият извор е оформен като чешма на южната стена на църквата, която се е именувала от местните българи Кланца и оформена като чешма на 12 май 1867 година. Църквата „Света Петка“, строена през 1867 година и наричана днес „Агия Параскеви“ (Αγία Παρασκευή) е единствената оцеляла сграда след пълното разрушаване на селото през 1949 година. След заселване на власите през 1957 година в селото, е пристроена камбанария в характерен гръцки стил.

## История

### В Османската империя
Според легенда сред българските жители на Косинец, селото е основано от българи след идването на турците, от пет околни села – Колища, Селско (или Горяни), Свети Йован, Свети Илия и Умени. Всички косинчени знаят кой род от кое от петте села произхожда. Селото се споменава в османски дефтер от 1530 година с 23 семейства под името Костенеч. Според Георгиос Модис („Македонската борба и новата история на Македония“, 1967) селото е основано в началото на XVII век от власи от Северен Епир, които постепенно били асимилирани от местното българско население.
В края на XIX век селото е чисто българско. Традиционно жителите му се прехранват с гурбет като зидари, каменоделци и търговци. Косинец е първото село в Костурско заедно със Загоричани, в което е открито българско училище. Това става през 1868 година без разрешението на Костурския гръцки владика Никифор, когато в своя дом Търпо Поповски започва да преподава на 60 ученици. Училището е закрито през следващата година, тъй като Търпо Поповски открива училище и започва да преподава във Воден, но през учебната 1871 – 1872 година то подновява работата. През учебната 1883/1884 година Петър Станоев е учител в Косинец. След издаването на фермана за учредяването на Българската екзархия във вестник „Македония“ е публикувана следната дописка от Косинец:
| „ | Косинец село на Костурска епархия, април 16, 1870... Господине съчинителе! Неизказаема е радостта, която усетихме, когато се научихме за решението на Болгарския вопрос, който от десет години беше висящи, а най-паче когато видохме и фермано. | “ |

Александър Синве ("Les Grecs de l’Empire Ottoman. Etude Statistique et Ethnographique"), който се основава на гръцки данни, в 1878 година пише, че в Косница (Kosnitza) живеят 600, а в Костенац (Kostenatz) 2400 гърци. В „Етнография на вилаетите Адрианопол, Монастир и Салоника“, издадена в Константинопол в 1878 година и отразяваща статистиката на населението от 1873 година, Косинец (Kossinetz) е посочено като село в Костурска каза със 192 домакинства с 548 жители българи. През 1878 година в Костурско действа с чета капитан Наум от Косинец.
Според статистиката на Васил Кънчов („Македония. Етнография и статистика“) в 1900 година Косинец има 1360 жители българи. През есента на 1899 година видният български деец в селото Христо Стамчето е убит между Смърдеш и Косинец от Сефедин ага от Света Неделя, член на разбойническото семейство Меровци.
На Етнографската карта на Битолския вилает на Картографския институт в София от 1901 година Косинец е чисто българско село в Костурската каза на Корчанския санджак с 200 къщи. Същевременно Костенец е показано като чисто българско село в Корчанската каза на Корчанския санджак със 180 къщи.
В началото на XX век повечето жителите на Косинец са под върховенството на Българската екзархия, като и последните патриаршистки семейства се отказват от Патриаршията след Илинденското въстание. Същата година турските власти не допускат учителя Тома Шапарданов от Мокрени да отвори българско училище в селото. Селото остава екзархийско въпреки натиска на гръцката въоръжена пропаганда чак до попадането си в Гърция през 1912 година. По данни на секретаря на екзархията Димитър Мишев („La Macédoine et sa Population Chrétienne“) в 1905 година в Косинец (Kossinetz) има 1560 българи екзархисти, като функционират две български основни училища.
Според сведение на ръководителите на Илинденско-Преображенското въстание в Костурско Васил Чекаларов, Лазар Поптрайков, Пандо Кляшев, Манол Розов и Михаил Розов, изпратено до всички чуждестранни консулства в Битоля на 30 август 1903 в Косинец от 200 къщи останали само 8 неизгорени, изгорени са църквите „Света Петка“ и „Свети Атанас“, и са убити Васил Киселинчев (86 г.), Цвета В. Киселинчева (88), Трендо Мацанов (90), Мануша Т. Мацанова (78), Деспа Ц. Оцева (72), Елена С. Гершанова (73), Мара Пенова (70), Киро Главковски (64), Мара X. Тумбарова (27), Илия А. Петков (13), Герго Руков (62), Митровица Пеличарка, Коло Петков (51), Стоян Мацанов (60), Пене Пулячев (70). Както и Динко Калановски (69). При ново нападение на 27 август са убити още 29 души и са изгорени още седем къщи. От Косинец 88 души участват във въстанието, като от тях загиват Кръстьо Кондов Георгиев, Димитър Киров, Търпо Трайков и Христо Киселинчев.
Башибозукътъ най-голѣми пакости ни направи... Той напада селото ни цѣла седмица и намѣри всичко, каквото бѣхме скрили. Войскитѣ минаха, подпалиха селото и си заминаха, като грабнаха това, което имъ бѣше прѣдъ
очитѣ. А башибозукъ отъ св. Недѣля, Четирогъ, Ошани, Папърско, Гърлени, Шакъ, Зеленъ градъ, Пончани, Прачени, Тръстеникъ и Капещица, помаци и арнаути, всѣки день нападаха и много старателно разкопаваха всички кѫщи въ селото, нивитѣ и градинитѣ около него и сполучиха да намѣрятъ и отнесатъ всичката ни скрита покѫщнина и дрехи... До 4. августъ живѣехме си мирно въ селото. Въ деня на възстанието напуснаха селото 88 души четници. На 3. августъ Мухтаръ ага, жандармерийски бинбашия въ Корча, изпрати ни писмо, съ което прѣдлагаше на селянитѣ да се подчинятъ на султана, който щѣлъ да ги опрости. На това прѣдложение на Мухтаръ ага селянитѣ отговориха, какво тѣ продължаватъ да сѫ вѣрни поданници на султана и че ако има лоши хора, то тѣ сѫ по планината и царската рѫка е дълга да ги залови или да ги изтрѣби. Тоя отговоръ, види се, билъ не удовлетворителенъ за властьта, за това на другия день, понедѣлникъ, 4 августъ, около 3 часътъ по турски отъ къмъ Биглища се показа многобройна тълпа, която съ постоянни пушкания приближаваше се къмъ селото. Това бѣха лябри и чемариоти отъ лепчишкия гарнизонъ. Слѣдъ тѣхъ вървѣха башибозукъ и илявета отъ околнитѣ села. Тая пъстра сгань се спрѣ около 1 часъ въ селото Лабаница. Населението отъ Лабаница заедно съ това отъ нашето село се разбѣга на изтокъ къмъ Дъмбенската планина. Отъ планината се виждаше, какъ надъ селото се показа гѫсть димъ, послѣ пламъци се издигнаха високо надъ баира при него. Не мина много и отъ 70-тѣ кѫщи, които броеше селото, останаха само грозни останки. Но додѣто всичко това се вършеше въ Лабаница, войскитѣ стигнаха и въ нашето село. Пушканието непрѣставаше. Най-напрѣдъ пожарь избухна въ срѣдъ село . Ясно не се виждаше, но като че ли горѣше кѫщата на о. Търпо. Скоро пожарьтъ се разпространи по цѣлото село. Мѫчно ни бѣше, но нещастието бѣше общо и за това по леко се понасяше. Ала кога видѣхме, че пламъци излизатъ отъ черквата и училището ни, всички заплакахме. Нашето училище бѣше ново и хубаво. Построено бѣ по новъ планъ и никое училище въ каазата не можеше да се сравни съ него. Не мина много и войскитѣ заминаха къмъ Костуръ. По пѫтя за Калище, подпалиха ни всички кошари и снопи и ни откараха 700 овци. И башибозукътъ не стоя дълго слѣдъ това. Той се отегли, като откара около половината ни добитъкъ, покѫщнина и дрехи, които тоя день намѣри. До вечерьта нѣкои селяни слѣзнахме въ селото и какво да видимъ? 13 души селяни отъ Косинецъ и 12 отъ Лабаница, между които 8 жени и едно дѣте бѣха умъртвени кое съ куршумъ, кое заклани. А отъ 206 кжщи здрави бѣха останали само 17. Завърнахме се въ планината и обадихме на другитѣ селяни. На другия день всички се готвѣхме да се завърнемъ. Но Сефединъ ага отъ св. Недѣля и Асанъ ага, кметъ въ Ошани, начело на многочисленъ башибозукъ, пакъ нападнаха селото ни и взеха да копаятъ въ изгорѣлитѣ кѫщи. Това се повтори нѣколко дни наредъ. Най-сетнѣ дойде на помощь селската ни чета, която до тогава бѣше далечь отъ насъ. Четата брани селото до 26 августъ. Башибозукътъ сега не смѣеше да се покаже, а камо ли да ни нападне. Освѣнъ убититѣ селяни отъ селото ни липсваха още 5 жени, 4 момченца и 4 момиченца. На врѣме се досѣтихме, че тѣ сѫ взети въ плѣнъ, понеже нѣкои отъ тѣхъ бѣха ранени и застигнати отъ войскитѣ. Слѣдъ 10-на дни тѣ се завърнаха и ни разправиха, че вечерьта заедно съ войската прѣнощували въ полето на с. Четирогъ. Тукъ щѣли да бѫдатъ всички изклани, но се застъпили за тѣхъ 12-тѣ души христиани отъ Критъ и ги избавили. На другия день отнесли ги въ Костуръ, кѫдето и ги освободили... [Критянитѣ] съставляваха една чета... Прѣзъ врѣме на възстанието атинскиятъ печатъ бѣше се опълчилъ силно противъ българитѣ. Работата бѣ прѣдставена така, че българитѣ възстанали не противъ турцитѣ, а противъ гърцитѣ, че всички гръцки села били изгорени и населението изклано. Вслѣдствие на това духоветѣ въ Гърция бѣха много възбудени и 12-тѣ критяни били първитѣ, които въоръжени минали границата, стигнали въ Костуръ и прѣдложили услугитѣ си на военния командантъ, та заедно съ войскитѣ да прѣслѣдватъ българскитѣ чети. Но когато се увѣрили, че българитѣ нито на едно село не сѫ нападнали и че не само българитѣ, а цѣлото христианско население е възстанало противъ турцитѣ, които горятъ и убиватъ, критянитѣ се завърнали въ Атина и както се научихме отъ наши селяни, които живѣятъ тамъ, на лѣво и на дѣсно викали, че печатътъ въ Атина заблуждава общественото мнѣние, като изкривява фактитѣ по единъ най-безсъвѣстенъ начинъ... На 27 августъ пакъ избѣгахме отъ селото. Тоя пѫть войскитѣ ни нападнаха отъ къмъ Дъмбенскитѣ планини. Сѫщеврѣменно башибозукъ ни заобиколи отъ всички страни. Почти повечето мѫже сполучихме да си пробиемъ пѫть, а всички жени останаха вѫтрѣ и се затвориха въ три здрави кѫщи. Войскитѣ влѣзнаха, слѣдъ тѣхъ и башибозукътъ и каквото живо намѣриха прѣдъ себе си, избиха. Башибозукътъ сѣчеше съ сѣкирчета, а войскитѣ мушкаха съ щиковетѣ. По такъвъ начинъ заклани и слѣдъ това разсѣчени на части се намѣриха 11 души, между които 3 жени, трима промушени съ щикове и 14 души, други пронизани съ куршуми. Женитѣ бѣха ги извадилш изъ кѫщитѣ и имъ обрали всички пари, пръстени, браслети, като имъ съблѣкли и по скѫпитѣ дрехи. Освѣнъ това откараха ни и всичкия добитъкъ, натовариха на него, каквото намѣриха, и слѣдъ като подпалиха и останалитѣ 16 здрави кѫщи, заминаха си на горѣ. Една жена, на име Риса, войскитѣ взели въ плѣнъ и я отвели въ с. св. Недѣля. Тя и до день днешенъ не се възвърнала. Сѫщитѣ войски нападнаха и Лабаница и убиха още 10 души съ сѣкири и щикове... Нищо не ни оставиха... Откараха ни 584 глави едъръ добитъкъ и 1333 овце. Освѣнъ тѣхъ башибозукътъ отъ околнитѣ села изсѣче ни цѣлата гора отъ 10 хиляди хубави дървета. Ако бѣха ни оставили гората, може би, пакъ скоро щѣхме да издигнемъ кѫщитѣ си.
През ноември 1903 година българският владика Григорий Пелагонийски, придружаван от Наум Темчев и Търпо Поповски, пристигат в Косинец и раздават помощи на пострадалото при потушаването на Илинденското въстание население. Помощи получават 160 най-бедни семейства от Косинец. Темчев пише:
| „ | Всички околни кѫщи прѣдставляваха купове отъ развалини. Макаръ и тъмно, като стигнахме всрѣдъ селото, можахме да различимъ бѣлитѣ стѣни на двѣ голѣми здания. Това бѣха изгоренитѣ черква и училище. Минахме на другата страна на селото и слѣзнахме въ една низка кѫща, едничката, която останала здрава въ селото. | “ |

След въстанието косинчени са принудени да отблъскват и нападенията на гръцките андартски чети. През февруари 1907 година османски части успяват да убият в Косинец трима четници на ВМОРО – Нашо Марковски, влаха Гушо Зубов и Щерьо Зисов (Живков), брат на Костандо Живков. На 3 май 1907 година след като селяните заминават на гурбет в чужбина, 320 членна гръцка чета, ръководена от капитаните Янис Критикос и Христос К. Мицос отсяда в Кърчища, където местният гъркоманин Пандо Гачко я снабдява с турски дрехи и след това през деня водена от куриера Спиро Влаха напада Косинец. Дельо Марковски организира отбраната на селото – заедно с Георги (Гако) Кенков се разполагат в една къща, Гюто (Йото) Стасков и Митре Пировски във втора, а малкото братче на Марковски Кръсто – в трета и петимата отблъскват андартите, които привечер се оттеглят с 20 души жертви. От селяните е убита Султана Динева Гушлева, деец на комитета и едно момиче, което е нарязано на парчета. При оттеглянето си андартите изгарят къщата и дюкяна на Марковски.
На 13 май 1908 година 200 андарти под ръководството на Георгиос Диконимос (капитан Макрис) нападат Косинец, но са отблъснати от селската милиция с големи загуби. От това време започва и голямото преселение на косинчени към България, което се засилва след 1913 година. След 1903 година мнозина жители на Косинец се изселват в САЩ. През 1906 година в Мадисън, Илинойс преселниците от Косинец създават свое благотворително дружество.
Гръцка статистика от 1905 година представя Костенеци като село с 1083 жители – 600 гърци и 483 българи. Според Георги Трайчев през 1911/1912 година в Косинец има 159 къщи с 822 жители и функционират църква и училище с 5 учители. Според Георги Константинов Бистрицки Косинец преди Балканската война има 210 български къщи.
При избухването на Балканската война в 1912 година двадесет и шест души от Косинец са доброволци в Македоно-одринското опълчение.
В 1915 година костурчанинът учител Георги Райков пише:
| „ | 1 1/2 ч. на северозапад от с. Дъмбени, под едно хълмисто място, на равнинка е разположено българското с. Косинец. То е прочуто от името на поборника-свещеник поп Търпо Поповски, революционер и сеятел на българската азбука в гр. Костур и околните български села... В селото имаше българска черква и свещеници, българско училище и учители: Никола Калоянов, Гроздан Орлинов и др. За духовен началник признаваха Негово Блаженство Екзарх Йосиф I. | “ |

На етническата карта на Костурското братство в София от 1940 година, към 1912 година Косинецъ е обозначено като българско селище.

### В Гърция
През войната селото е окупирано от гръцки части и остава в Гърция след Междусъюзническата война. По време на Първата световна война осем косинчени са доброволци в Партизанската рота, командвана от поручик Никола Лефтеров.
До 1940 година в България се прокудени 165 семейства с 610 жители, на което се дължи и постоянното намаляване на българското население на селото. Боривое Милоевич пише в 1921 година („Южна Македония“), че Косенец има 150 къщи славяни християни. В 1924 година в селото са заселени 58 души (12 семейства) понтийски гърци бежанци от Турция. В 1928 година селото е смесено-местно българско население и с 12 бежански семейства и 53 души бежанци. В 1927 година селото е прекръстено на Йеропиги.
Традиционно жителите на селото са майстори зидари гурбетчии, механджии и търговци.
Според гръцки жандармерийски документ от 1932 година в Косинец живеят 110 българогласни семейства, като всички са „българомислещи с изявено българско съзнание“. 
През Втората световна война в селото е създадено подразделение на Централния македонобългарски комитет, както и чета на българската паравоенна организация Охрана. Селото пострадва от италиански наказателни отряди. През 1945 година гръцкият външен министър Йоанис Политис нарежда събирането на демографски данни за ном Костур. Косинец (Йеропиги) е отбелязано като село с общо 458 жители, от които 400 славяноезични, с българско  самосъзнание.
Селото пострадва силно по време на Гръцката гражданска война и в 1949 година е разрушено напълно от гръцката войска и всичките му жители – и българи и гърци бежанци го напускат, като преди това 78 деца са отвлечени изведени от комунистическите части извън страната като деца бежанци. От 1951 до 1957 година е напълно обезлюдено. В 1957 година със специален законодателен указ „За повторното колонизиране на граничните райони“ в Косинец, както и в съседните села Смърдеш и Въмбел, са заселени 70 влашки номадски семейства предимно от Теспротия и някои от съседната останала в Албания област Колония. След прогонването на българското население от страна на гръцките власти, Косинец днес е най-голямото влашко село в региона.
| Година    | 1913 | 1920 | 1928 | 1940 | 1951 | 1961 | 1971 | 1981 | 1991 | 2001 | 2011 | 2021 |
| --------- | ---- | ---- | ---- | ---- | ---- | ---- | ---- | ---- | ---- | ---- | ---- | ---- |
| Население | 1221 | 563  | 501  | 507  | 0    | 449  | 440  | 450  | 451  | 420  | 294  | 253  |

## Личности
В Косинец са родени редица български дейци, най-изявени сред които са: Атанас Кършаков (1880 – 1907), корещански районен войвода на ВМОРО, Георги Кенков (1867 – 1932), косински селски войвода на ВМОРО, Дельо Марковски (1871 – 1939), войвода на ВМОРО, Георги Киселинчев (1878 - 1971), български архитект, автор на Централните софийски хали, Лабро Киселинчев (1897 - ?), български общественик, деец на МПО, Лазар Киселинчев (1874 – 1946), деец на ВМОРО, Лазар Палчев (1876 – 1960), революционер и общественик, деец на МПО.